# Coach and Horses (Isleworth)
O Coach and Horses
O Coach and Horses é um pub listado como Grau II em London Road, Isleworth, Londres.
Foi construída no século XVIII, tendo sofrido alterações posteriores. Charles Dickens menciona o pub no seu romance Oliver Twist.